# Akim El Sikameya
 (septembre 2014).
Akim El Sikameya est un chanteur algérien.

## La nostalgie de l’exilé
De son enfance heureuse à Oran, ce dernier-né d’une famille aisée et cultivée se souvient surtout de la musique : dès l’âge 8 ans il apprend le violon et le chant dans la célèbre école d’arabo-andalou Nassim El Andalous, à 12 ans il sillonne l’Algérie avec l’orchestre de son collège, et il finance ses études en jouant toute la nuit pour les mariages et les fêtes oranaises. Grand interprète de l’arabo-andalou, cette musique née de la rencontre et de l’échange entre les trois cultures monothéistes, Akim connaît aussi des répertoires très variés, allant du raï à la chanson franco-arabe (son idole le Juif Salim El Hillali en tête), en passant par la chanson populaire marocaine.
De cette période bénie, Akim gardera le goût des mélanges et de la fête. Mais la maladie grave d’une mère chérie et la guerre civile qui pousse à l’exil ses grands frères, condamnés par une fatwa des intégristes, vont marquer la fin de l’Eden et la découverte de la douleur. Pour survivre, Akim se réfugie de plus en plus dans la musique, et fonde avec ses amis, en pleine tourmente, le groupe El Meya. Pour ce groupe, il transforme pour la première fois des noubas en chansons, ajoutant une guitare flamenca et un piano à une musique qui ignorait ces instruments.
Enfin il quitte l’Algérie avec deux de ses amis du groupe, pour une France rêvée et admirée. Arrivé à Marseille en 1994, il découvre l’amour, la liberté, et devient la coqueluche du milieu artistique et intellectuel phocéen. Très vite repéré pour sa voix rare de contre-ut, sa façon unique de jouer du violon (debout, l’instrument appuyé sur sa cuisse) et son charisme tout méditerranéen, il signe rapidement chez un label indépendant, qui sort son premier album (Atifa-Oumi) en 1999. Ces nouveaux succès n’atténuent pourtant pas la blessure d’une enfance perdue, comme l'atteste l’une de ses premières ballades, «Oumi» (qui signifie à la fois « terre » et « mère » en arabe), dédiée au pays mutilé et à la maman disparue.

## L’aventure de la singularité
Philippe Eidel, le réalisateur du dernier album, affirme que Akim essaie de développer quelque chose qui est une démarche d’auteur, compositeur, et interprète. En effet, fort d’une tournée prometteuse, au cours de laquelle il enchaîne les premières parties prestigieuses (Alain Souchon, Julien Clerc, Noa, Cesária Évora, Khaled…), Akim décide de partir à Paris monter son propre label : en 2005 il sort un 2e album, Aïni-Amel, entièrement écrit et composé par lui. Quittant ainsi les mélodies traditionnelles de ses débuts, il continue à creuser le sillon de la musique arabo-andalouse, tout l’ouvrant à des styles plus actuels, comme les sons jazz, celtique, bossa…
Ce 2e album tout à la fois andalou et urbain, joyeux et bouleversant, ouvert et cohérent, apparaît comme le reflet des paradoxes assumés d’un artiste complet, capable de composer de superbes mélodies et de les interpréter sur scène avec une fougue remarquable. Thomas Brooman, directeur du festival international WOMAD (créé par Peter Gabriel) ne s’y trompe pas, qui fait d’Akim El Sikameya son coup de cœur 2004 : 

## La voix de la liberté
Comme pour répondre à Thomas Brooman, qui lui conseillait de laisser transparaître encore plus son énergie scénique sur un album, Akim a choisi d’enregistrer son nouvel opus dans les conditions du live, sous la houlette d’un magicien du son : Philippe Eidel, réalisateur entre autres des plus gros succès de Khaled.
Un Chouia d’amour, son album le plus personnel à ce jour, apporte un vent nouveau à la musique algérienne en général et à l’œuvre d’Akim en particulier : 
De fait, Un Chouia d’amour apparaît comme l’album de la maturité, dans lequel Akim affronte ses cauchemars avec les meilleures armes dont un artiste dispose : une plume affûtée pour une voix libérée. Les textes de l’album traitent de thèmes intemporels (les femmes, la lutte de l’artiste contre le pouvoir et l’intégrisme), qui trouvent néanmoins une résonance particulière dans le contexte politique actuel : en parlant d’amour charnel avec humour (« La canicule c’est une fois par an / Mais ma gazelle canicule tous les jours ») ou en racontant l’histoire d’un baladin castré par un tyran jaloux, Akim réactive à sa manière la philosophie des Libertins du siècle des Lumières, et mène ainsi une lutte subtile mais efficace contre l’obscurantisme d’aujourd’hui…
Finalement, le mélange des genres, entre sérieux et facéties, farce et poésie, balades nostalgiques et ska klezmer, est ce qui fait la force de son nouvel opus : avec ses mélodies accrocheuses et ses textes délicats, il saura convaincre les mélomanes les plus pointus comme les amoureux de la vie et de la fête.

## Discographie
- 1999 : Atifa-Oumi
- 2005 : Aini Amel
- 2008 : Un chouïa d'amour